# Yto Barrada
 Yto Barrada (París, 1971) es una fotógrafa franco-marroquí establecida en Tánger donde vive con su marido el actor Sean Gullette.
Estudió Historia y Ciencias Políticas en la Sorbona y ha trabajado para medios como TV5.

## Exposición 2016 en Tabakalera
Yto Barrada ha desarrollado gran parte de su trabajo sobre su lugar de origen, Marruecos. Desde que en The Strait Project (1999-2003) retrató la idiosincrasia de Tánger como ciudad que mira a Europa desde el otro lado del Estrecho de Gibraltar, Yto Barrada ha continuado incidiendo en los aspectos económico-sociales y culturales de Marruecos, en relación con su herencia colonial y su propia identidad.
Su primera exposición individual en San Sebastián, Guipúzcoa, la realizó en el Centro Cultural de Arte Contemporáneo Tabakalera en verano de 2016 donde la artista presenta vídeos, fotografías y esculturas de su nueva obra, así como algunas piezas más antiguas, que abordan cuestiones relacionadas con la historia, geografía, la invención de la tradición y el significado de lo moderno.
Sus obras más recientes abordan temas como la paleontología y el patrimonio nacional.
Entre ellas destaca el vídeo Faux départ (2015) en el que trata la producción de fósiles falsos en el contexto marroquí. North African Toys (2014-2015), por su parte, es una serie de fotografías de juguetes Bereberes de la colección del Museo Quai Branly de París, recolectados durante las expediciones misioneras en el Norte de África.
La escultura de tuberías Plumber Assamblage (2015), a modo de ready-made, es el dispositivo que los fontaneros desocupados utilizan en el zoco de Tánger para atraer potenciales clientes. Mediante esta instalación, hace un guiño al arte de vanguardia de principios del siglo XX, al igual que con la alfombra realizada con la colaboración de las mujeres de La Maison des femmes Darna de Tánger, inspiradas en los diseños abstractos de la artista dadaísta suiza Sophie Taeuber-Arp.
Entre las piezas más antiguas están los vídeos The Magician (2003) y The Smuggler (2005). Mediante ellos Yto Barrada da voz a personajes en los márgenes de la sociedad que intentan adaptarse a la realidad económica del país. Ambos vídeos se convierten en manuales de instrucciones de trucos de magia y contrabando de textiles, siguiendo el afán por catalogar e inventariar de la artista, también reflejado en North African Toys.
La modernidad como herencia colonial también está presente en Reprendre Casa. Carrières Centrales, Casablanca(2013), la serie de fotografías que retrata la evolución de la urbanización modernista de la ciudad marroquí, como fracaso de modelo universal que no tuvo en cuenta las necesidades y costumbres de la población local.
La preocupación por el desarrollo urbanístico en Marruecos se aprecia también en trabajos anteriores de la artista. En Beau geste (2009), un grupo de jóvenes intenta salvar una palmera en una parcela entre edificios para impedir la construcción de un nuevo inmueble. La palmera, icono importante en la obra de Yto Barrada como símbolo de lo exótico y la modernidad, también aparece en la película A Guide To Trees for Governors and Gardeners (2014).
Con Twin Palm Island (2012), una de sus piezas icónicas, resume varias de las ideas que vamos encontrando a lo largo de su trabajo. Lo exótico, el turismo y la decadencia se reflejan en esta escultura de metal con bombillas de colores que recuerda a los carteles de establecimientos turísticos en declive.
Las dos series de pósteres serigrafiados A Modest Proposal (2010-2012) y Faux Guide (2015) completan la exposición y amplían el universo de las palmeras y los fósiles.